# Посёлок Мебельной фабрики
Посёлок Мебельной фабрики — населённый пункт в городском округе Мытищи Московской области России. 1994—2006 гг. — посёлок Коргашинского сельского округа Мытищинского района. Население — 0 чел. (2010).
Расположен на севере Московской области, в восточной части Мытищинского района, на Осташковском шоссе, примерно в 6 км к северу от центра города Мытищи и 8 км от Московской кольцевой автодороги, недалеко от Пироговского водохранилища системы канала имени Москвы.
В посёлке 6 улиц — Заречная, Раздольная, Рассветная, Лесная, Труда и Шоссейная, 3 переулка — Лесной, Пограничный и Речной. Связан автобусным сообщением с районным центром и городом Москвой (маршруты № 31, 314, 438). Ближайшие населённые пункты — деревни Зимино, Подрезово, Пирогово и посёлок Здравница.

## Население
| 2002 | 2010 |
| ---- | ---- |
| 493  | ↘0   |